# Gelbscheitelamazone

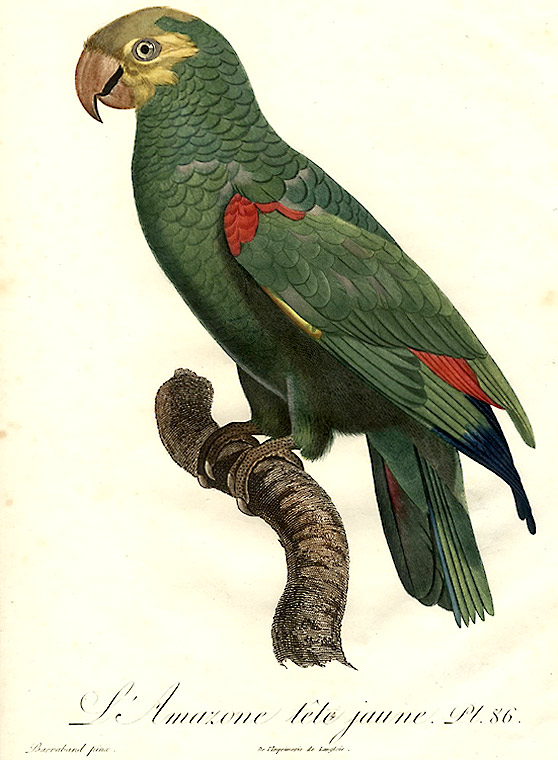
Zeichnung der Gelbscheitelamazone (1801–1805)

Die Gelbscheitelamazone, auch Surinam-Amazone (Amazona ochrocephala), ist eine Vogelart aus der Familie der Eigentlichen Papageien.

## Beschreibung
Gelbscheitelamazonen erreichen eine Körperlänge von 35 bis 38 Zentimetern. Ihr Körpergefieder ist grün. Namensgebend ist der gelbe Scheitel auf dem Kopf. Gelbscheitelamazonen haben eine laute Stimme und sind in der Lage, Laute aus ihrer Umgebung gut zu imitieren. Sie sind Höhlenbrüter. Das Weibchen legt zwei bis vier Eier. Die Brutdauer beträgt ca. 26 Tage. Nach neun Wochen verlassen die Jungvögel die Bruthöhle. Die Gelbscheitelamazonen leben in tropischen Regenwäldern und fressen Früchte, Samen und andere Pflanzenteile.

## Unterarten
Neben der Nominatform Amazona ochrocephala ochrocephala (Gmelin, JF 1788), die im östlichen Kolumbien und Venezuela über Guyana Suriname, Französisch-Guayana und dem nördlichen Brasilien verbreitet ist, werden weitere drei Unterarten unterschieden, früher wurden auch die Unterarten der jetzt abgrenzten Gelbkopfamazone (A. oratrix), Tres-Marías-Amazone (A. tresmariae) und der Gelbnackenamazone (A. auropalliata) hinzugezählt:
- Natterers Amazone (Amazona ochrocephala nattereri (Finsch, 1865)) kommt im südlichen Kolumbien bis ins östliche Peru, dem nördlichen Bolivien und westlichen Brasilien vor.
- Gelbstirn-Amazone (Amazona ochrocephala panamensis (Cabanis, 1874)) kommt im westlichen Panama und dem nordwestlichen Kolumbien vor.
- Maraja-Amazone (Amazona ochrocephala xantholaema Berlepsch, 1913) ist auf Marajó verbreitet.

## Vorkommen
Ihr natürliches Verbreitungsgebiet ist Brasilien, Peru, Guayana-Staaten, Trinidad, Venezuela und Kolumbien. 1994 wurde der Bestand von der IUCN auf nur weniger als 7.000 Vögel geschätzt. Der Bestand ging wegen Zerstörung der Regenwälder und illegalen Fangs für den Zoohandel zurück.